# Julius Robert von Mayer
Julius Robert von Mayer, nemški zdravnik in fizik, * 25. november 1814, Heilbronn, Würtemberg (zdaj Nemčija), † 20. marec 1878.

## Življenje in delo
Von Mayer je bil eden od utemeljiteljev klasične termodinamike. Nekako istočasno kot Joule, vendar iz drugačnih predpostavk je odkril zakon o ohranitvi energije, po katerem je količina energije, ki obstaja v nekem zaprtem termodinamskem sistemu konstantna.
Leta 1849 je pokazal na možnost, da bi lahko energija, ki jo Sonce neprestano oddaja s sevanjem, izvirala iz utrinkov ali podobnih teles, ki neprestano padajo v Sončevo atmosfero. Ta domneva ne drži, kar nam pokaže enostaven račun, da bi množica takih teles, ki bi tehtala skupaj toliko kakor vsa Zemlja, ohranila Sončevo sevanje komaj eno stoletje, in da bi snov, ki bi bila potrebna za ohranitev Sončevega sevanja skozi 30 milijonov let, podvojila Sončevo maso. Ker pa ni mogoče priznati, da bi lahko Sončeva teža v taki meri naraščala, njegova domneva ne velja. Von Helmholtz si je leta 1853 zamislil podobno teorijo, kontrakcijsko teorijo, po kateri naj bi krčenje Sonca sproščalo energijo, ki se pojavlja nazadnje v sevanju. Tudi njegova teorija ni prenesla računske preizkušnje. Dvomljivost in nerazumevanje njegovih del in kasneje borba za odkritje so močno vplivali nanj. 
Leta 1848 sta zaporedoma umrla dva od njegovih otrok in njegovo duševno zdravje se poslabšalo. 18. maja 1850 je poskušal samomor. Poslali so ga v duševno bolnico. V javno življenje se je vrnil leta 1860. Medtem je postal znan v znanstveni srenji. Kot zdravnik je poln energije delal do svoje smrti.

## Priznanja
Nagrade
Za svoje znanstvene dosežke je von Mayer leta 1871 prejel Copleyjevo medaljo Kraljeve družbe iz Londona.